# Ed Belfour
Edward John Belfour (* 21. dubna 1965) je bývalý kanadský hokejový brankář, který v současnosti (2009) působí v týmu St. Louis Blues jako asistent trenéra brankářů.

## Hokejová kariéra
V sezóně 1986–87 se stal mistrem univerzitní soutěže NCAA v dresu University of North Dakota. Následující rok podepsal jako volný hráč smlouvu s klubem NHL Chicago Blackhawks. Na začátku 90. let se stal jedním z nejuznávanějších brankářů v NHL, během své první sezóny dosáhl na Calder Trophy pro nejlepšího nováčka jakož i další významná ocenění. 2. července 1997 se stal hráčem týmu Dallas Stars a v roce 1999 s tímto týmem získal Stanley Cup. Později hrával ještě za Toronto Maple Leafs a Florida Panthers, v roce 2007 odehrál 20 utkání za švédský druholigový klub Leksands IF. Celkově odehrál v NHL přes 1000 zápasů a s počtem 484 vítězství je třetím nejlepším brankářem historie NHL. Belfour měl na své masce zobrazeného orla, proto dostal i přezdívku „orel“.

## Ocenění a úspěchy
- 1985 MJHL - První All-Star Tým
- 1985 MJHL - Top brankář
- 1986 MJHL - První All-Star Tým
- 1986 MJHL - Top brankář
- 1987 WCHA - První All-Star Tým
- 1987 WCHA - Nejlepší brankář
- 1987 NCAA - All-Tournament Tým
- 1987 NCAA - Druhý All-American Tým
- 1988 IHL - První All-Star Tým
- 1988 IHL - Gary F. Longman Memorial Trophy
- 1991 NHL - All-Rookie Tým
- 1991 NHL - Nejnižší průměr inkasovaných branek za zápas
- 1991 NHL - Vezina Trophy
- 1991 NHL - Nejlepší brankář v %
- 1991 NHL - První All-Star Team
- 1991 NHL - William M. Jennings Trophy
- 1991 NHL - Calder Memorial Trophy
- 1991 NHL - Nejvíce vítězství
- 1992 NHL - All-Star Game
- 1992 NHL - Nejvíce čistých kont
- 1993 NHL - All-Star Game
- 1993 NHL - Vezina Trophy
- 1993 NHL - První All-Star Team
- 1993 NHL - William M. Jennings Trophy
- 1993 NHL - Nejvíce čistých kont
- 1994 NHL - Nejvíce čistých kont
- 1995 NHL - William M. Jennings Trophy
- 1995 NHL - Nejvíce čistých kont
- 1995 NHL - Druhý All-Star Team
- 1996 NHL - All-Star Game
- 1998 NHL - All-Star Game
- 1998 NHL - Nejnižší průměr inkasovaných branek za zápas
- 1999 NHL - All-Star Game
- 1999 NHL - William M. Jennings Trophy
- 1993 NHL - Nejlepší brankář v %
- 2008 HAll. - Nejnižší průměr inkasovaných branek za zápas
- 2012 Hokejová síň slávy

## Prvenství
- Debut v NHL – 18. října 1988 (Detroit Red Wings proti Chicago Blackhawks)
- První inkasovaný gól v NHL – 18. října 1988 (Detroit Red Wings proti Chicago Blackhawks, kanadským útočníkem Shawn Burr)
- První vychytaná nula v NHL – 18. října 1990 (Chicago Blackhawks proti Toronto Maple Leafs)

## Statistiky

### Základní části
| Sezona       | Tým                        | Liga         | Z   | V   | P   | R   | Pvp | MIN    | OG    | ČK | POG  | %ChS |
| ------------ | -------------------------- | ------------ | --- | --- | --- | --- | --- | ------ | ----- | -- | ---- | ---- |
| 1983–84      | Winkler Flyers             | MJHL         | 14  | —   | —   | —   | —   | 818    | 68    | 0  | 4.99 | —    |
| 1984–85      | Winkler Flyers             | MJHL         | 34  | —   | —   | —   | —   | 1973   | 145   | 1  | 4.41 | —    |
| 1985–86      | Winkler Flyers             | MJHL         | 33  | —   | —   | —   | —   | 1943   | 124   | 1  | 3.83 | —    |
| 1986–87      | University of North Dakota | WCHA         | 33  | 29  | 4   | 0   | —   | 2049   | 81    | 3  | 2.43 | .915 |
| 1987–88      | Saginaw Hawks              | IHL          | 61  | 32  | 20  | 5   | —   | 3446   | 183   | 0  | 3.19 | —    |
| 1988–89      | Saginaw Hawks              | IHL          | 29  | 12  | 10  | 6   | —   | 1760   | 92    | 0  | 3.10 | —    |
| 1988–89      | Chicago Blackhawks         | NHL          | 23  | 4   | 12  | 3   | —   | 1148   | 74    | 0  | 3.87 | .878 |
| 1989–90      | Kanadský hokejový tým      | Mez.         | 33  | 13  | 12  | 6   | —   | 1808   | 93    | 0  | 3.09 | —    |
| 1990–91      | Chicago Blackhawks         | NHL          | 74  | 43  | 19  | 7   | —   | 4127   | 170   | 4  | 2.47 | .910 |
| 1991–92      | Chicago Blackhawks         | NHL          | 52  | 21  | 18  | 10  | —   | 2928   | 132   | 5  | 2.70 | .894 |
| 1992–93      | Chicago Blackhawks         | NHL          | 71  | 41  | 18  | 11  | —   | 4106   | 177   | 7  | 2.59 | .906 |
| 1993–94      | Chicago Blackhawks         | NHL          | 70  | 37  | 24  | 6   | —   | 3998   | 178   | 7  | 2.67 | .906 |
| 1994–95      | Chicago Blackhawks         | NHL          | 42  | 22  | 15  | 3   | —   | 2450   | 93    | 5  | 2.28 | .906 |
| 1995–96      | Chicago Blackhawks         | NHL          | 50  | 22  | 17  | 10  | —   | 2956   | 135   | 1  | 2.74 | .902 |
| 1996–97      | Chicago Blackhawks         | NHL          | 33  | 11  | 15  | 6   | —   | 1966   | 88    | 1  | 2.69 | .907 |
| 1996–97      | San Jose Sharks            | NHL          | 13  | 3   | 9   | 0   | —   | 757    | 43    | 1  | 3.41 | .884 |
| 1997–98      | Dallas Stars               | NHL          | 61  | 37  | 12  | 10  | —   | 3581   | 112   | 9  | 1.88 | .916 |
| 1998–99      | Dallas Stars               | NHL          | 61  | 35  | 15  | 9   | —   | 3536   | 117   | 5  | 1.99 | .915 |
| 1999–00      | Dallas Stars               | NHL          | 62  | 32  | 21  | 7   | —   | 3620   | 127   | 4  | 2.10 | .919 |
| 2000–01      | Dallas Stars               | NHL          | 63  | 35  | 20  | 7   | —   | 3687   | 144   | 8  | 2.34 | .905 |
| 2001–02      | Dallas Stars               | NHL          | 60  | 21  | 27  | 11  | —   | 3467   | 153   | 1  | 2.65 | .895 |
| 2002–03      | Toronto Maple Leafs        | NHL          | 62  | 37  | 20  | 5   | —   | 3738   | 141   | 7  | 2.26 | .922 |
| 2003–04      | Toronto Maple Leafs        | NHL          | 59  | 34  | 19  | 6   | —   | 3444   | 122   | 10 | 2.13 | .918 |
| 2005–06      | Toronto Maple Leafs        | NHL          | 49  | 22  | 22  | —   | 4   | 2897   | 159   | 0  | 3.29 | .892 |
| 2006–07      | Florida Panthers           | NHL          | 58  | 27  | 17  | —   | 10  | 3289   | 152   | 1  | 2.77 | .902 |
| 2007–08      | Leksands IF                | HAll.        | 20  | 16  | 3   | 1   | —   | 1206   | 36    | 6  | 1.79 | .921 |
| Celkem v NHL | Celkem v NHL               | Celkem v NHL | 963 | 484 | 320 | 125 | 14  | 55,696 | 2,317 | 76 | 2.50 | .906 |

### Play-off
| Sezona       | Tým                 | Liga         | Z   | V  | P  | MIN   | OG  | ČK | POG  | %ChS |
| ------------ | ------------------- | ------------ | --- | -- | -- | ----- | --- | -- | ---- | ---- |
| 1984–85      | Winkler Flyers      | MJHL         | 7   | 3  | 4  | 528   | 41  | 0  | 4.66 | —    |
| 1987–88      | Saginaw Hawks       | IHL          | 9   | 4  | 5  | 561   | 33  | 0  | 3.52 | —    |
| 1988–89      | Saginaw Hawks       | IHL          | 5   | 2  | 3  | 298   | 14  | 0  | 2.81 | —    |
| 1989–90      | Chicago Blackhawks  | NHL          | 9   | 4  | 2  | 409   | 17  | 0  | 2.49 | .915 |
| 1990–91      | Chicago Blackhawks  | NHL          | 6   | 2  | 4  | 295   | 20  | 0  | 4.06 | .891 |
| 1991–92      | Chicago Blackhawks  | NHL          | 18  | 12 | 4  | 949   | 39  | 1  | 2.46 | .902 |
| 1992–93      | Chicago Blackhawks  | NHL          | 4   | 0  | 4  | 249   | 13  | 0  | 3.13 | .866 |
| 1993–94      | Chicago Blackhawks  | NHL          | 6   | 2  | 4  | 360   | 15  | 0  | 2.50 | .921 |
| 1994–95      | Chicago Blackhawks  | NHL          | 16  | 9  | 7  | 1014  | 37  | 1  | 2.18 | .923 |
| 1995–96      | Chicago Blackhawks  | NHL          | 9   | 6  | 3  | 666   | 23  | 1  | 2.07 | .929 |
| 1997–98      | Dallas Stars        | NHL          | 17  | 10 | 7  | 1039  | 31  | 1  | 1.79 | .922 |
| 1998–99      | Dallas Stars        | NHL          | 23  | 16 | 7  | 1544  | 43  | 3  | 1.67 | .930 |
| 1999–00      | Dallas Stars        | NHL          | 23  | 14 | 9  | 1443  | 45  | 4  | 1.87 | .931 |
| 2000–01      | Dallas Stars        | NHL          | 10  | 4  | 6  | 671   | 25  | 0  | 2.23 | .910 |
| 2002–03      | Toronto Maple Leafs | NHL          | 7   | 3  | 4  | 532   | 24  | 0  | 2.70 | .915 |
| 2003–04      | Toronto Maple Leafs | NHL          | 13  | 6  | 7  | 774   | 27  | 3  | 2.09 | .929 |
| 2007–08      | Leksands IF         | HAll.        | 9   | 4  | 5  | 510   | 22  | 1  | 2.59 | .911 |
| Celkem v NHL | Celkem v NHL        | Celkem v NHL | 161 | 88 | 68 | 9,945 | 359 | 14 | 2.17 | .920 |